# Disembolus corneliae
Disembolus corneliae är en spindelart som först beskrevs av Chamberlin och Ivie 1944.  Disembolus corneliae ingår i släktet Disembolus, och familjen täckvävarspindlar. Inga underarter finns listade i Catalogue of Life.